# Decauville-Bahn Vigía Chico–Santa Cruz
| Eine aus Deutschland importierte Jung-Lok um 1905 |                     |                                           |                                           |
| |                     |                                           |                                           |
| Eine Lokomotive, die als nutzlos außer Betrieb genommen wurde, steht 1914/15 auf Befehl von General Arturo Gracilazo Juárez zur Reparatur bereit |                     |                                           |                                           |
| Streckenverlauf |                     |                                           |                                           |
| Streckenlänge: | 56,750 km           |                                           |                                           |
| Spurweite: | 600 mm (Schmalspur) |                                           |                                           |
| |                     |                                           |                                           |
| \| \| 0 \| Vigía Chico \| Vigía Chico \| \| \| 2 \| Estacíon A \| Estacíon A \| \| \| 10 \| Estacíon B \| Estacíon B \| \| \| 18 \| Estacíon C \| Estacíon C \| \| \| 34,500 \| La Central (Werkstätten und Kaserne) \| La Central (Werkstätten und Kaserne) \| \| \| 50 \| Lagunas \| Lagunas \| \| \| 56,750 \| Santa Cruz (heute Felipe Carrillo Puerto) \| Santa Cruz (heute Felipe Carrillo Puerto) \| |                     |                                           |                                           |
| Kopfbahnhof Streckenanfang (Strecke außer Betrieb) | 0                   | Vigía Chico                               | Vigía Chico                               |
| Bahnhof (Strecke außer Betrieb) | 2                   | Estacíon A                                | Estacíon A                                |
| Bahnhof (Strecke außer Betrieb) | 10                  | Estacíon B                                | Estacíon B                                |
| Bahnhof (Strecke außer Betrieb) | 18                  | Estacíon C                                | Estacíon C                                |
| Bahnhof (Strecke außer Betrieb) | 34,500              | La Central (Werkstätten und Kaserne)      | La Central (Werkstätten und Kaserne)      |
| Bahnhof (Strecke außer Betrieb) | 50                  | Lagunas                                   | Lagunas                                   |
| Kopfbahnhof Streckenende (Strecke außer Betrieb) | 56,750              | Santa Cruz (heute Felipe Carrillo Puerto) | Santa Cruz (heute Felipe Carrillo Puerto) |

Die Decauville-Bahn Vigía Chico–Santa Cruz (spanisch Ferroaril Decauville de Vigía Chico) war eine knapp 57 Kilometer lange Militär-Schmalspurbahn mit einer Spurweite von 600 mm, die während des Kastenkrieges bei Santa Cruz (heute Felipe Carrillo Puerto) in Mexiko gebaut und von 1905 bis 1932 betrieben wurde.

## Geschichte

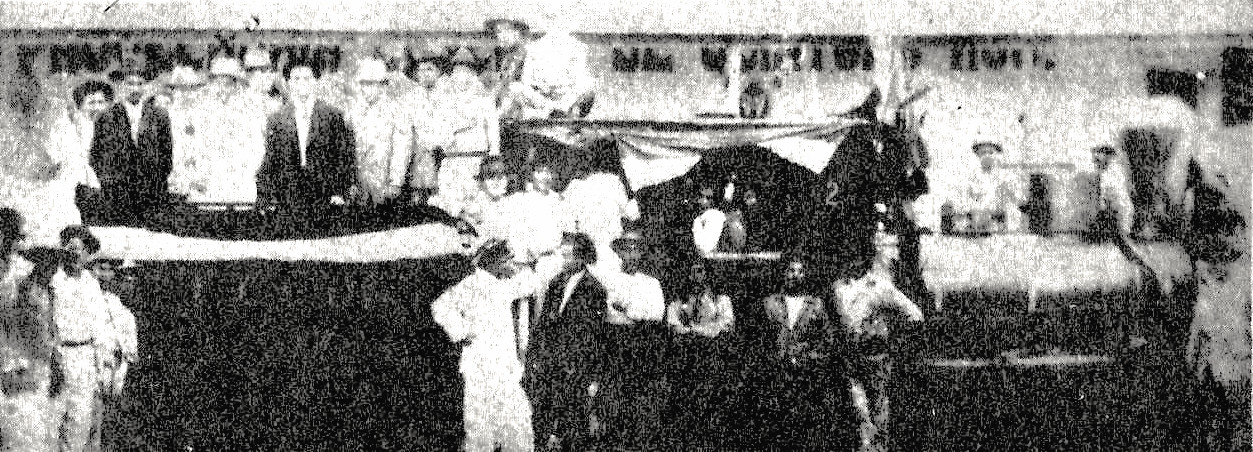
Wiederinbetriebnahme, 1915, mit der wieder voll einsatzbereiten Jung-Lokomotive, nachdem sie von den Arbeitern, die General Garrelazo aus Mexiko mitgebracht hatte, repariert worden war.

Am 13. Dezember 1901 wurde in New Orleans das Material für die Eisenbahn bestellt. Am 16. April 1902 wurden 250 Tonnen Schmalspurbahn-Material im General Vega Camp am  Hafen von Vigía Chico angeliefert. Die Strecke wurde am 4. September 1905 offiziell eröffnet.
Zwischen 1905 und 1912 führten die Mayas andauernde Schikanen und Angriffe auf die Militärbahn durch. Als General Bravo aus Santa Cruz vertrieben wurde, begannen die Mayas, sie zu zerstören. Im Jahr 1913 befahl der Gouverneur des Territoriums, General Arturo Gracilazo Juárez, den Wiederaufbau.
Im Jahr 1918 erteilte General Venustiano Carranza dem Maya-Führer Francisco May eine Konzession für die Verwendung der Schmalspurbahn beim Transport von Kautschuk.
Am 1. Februar 1927 erteilte der Präsident der Republik Miguel Angel Ramoneda den Auftrag, die ehemalige Militärbahn wieder aufzubauen. Am 7. August 1929 beantragte General Francisco May erneut die Konzession der ehemaligen Militärbahn, der von der Regierung unter Aufhebung der Konzession, die er von Ramoneda erhalten hatte, zugestimmt wurde. Im Jahr 1932, als die Produktion von Naturkautschuk den Tiefpunkt erreichte, wurde die Eisenbahn bedeutungslos.

## Lokomotiven und Wagen
Es gab anfangs drei Dampflokomotiven mit jeweils 40 PS, zehn Wagen mit jeweils 6 Tonnen, 14 Flachwagen mit jeweils 3 Tonnen. Die Gesamtkosten für die Ausrüstung beliefen sich auf 239.967,59 Dollar. Hinzu kamen 8622 Dollar für Werkzeuge, den Bau der Bahnsteige und die Nivellierung der Trasse.
| Achsfolge | Hersteller                                                      | Werks-Nr. | Baujahr | Heutiger Standort |
| --------- | --------------------------------------------------------------- | --------- | ------- | --- |
| 0-4-0T    | Hainaut/Couillet, Decauville                                    | 166       | 1895    | Bei der Leihbücherei, Felipe Carrillo Puerto, Lage |
| 0-4-0T    | Hainaut/Couillet, Decauville                                    | 167       | 1895    | |
|           | Arnold Jung, 40 PS, geliefert durch Arthur Koppel,7½ t, C n2t+t | 546       | 1902    | Am Leuchtturm, Felipe Carrillo Puerto, Lage |
|           | Arnold Jung, 40 PS, geliefert durch Arthur Koppel               | 547       | 1902    | |
|           | Arnold Jung, 40 PS, geliefert durch Arthur Koppel               | 548       | 1902    | |
|           | O&K                                                             |           | 1902    | O&K lieferte jeweils vier dieser Wagen. Die Beschriftung „Ejército Mexicano Ferrocarril Militar; Peso del carro; Porte“ heißt „Militäreisenbahn der Mexikanischen Armee; Gesamtewicht des Wagens; Ladekapazität.“ |
|           | O&K                                                             |           | 1902    | O&K lieferte jeweils vier dieser Wagen. Die Beschriftung „Ejército Mexicano Ferrocarril Militar; Peso del carro; Porte“ heißt „Militäreisenbahn der Mexikanischen Armee; Gesamtewicht des Wagens; Ladekapazität.“ |